# Pseudomonadales
Pseudomonadales zijn een orde van Proteobacteriën. Enkele leden zijn ziekteverwekkers zoals de Pseudomonas-, Moraxella- en Acinetobacter-soorten, die ziekten kunnen veroorzaken bij mensen, dieren en planten. 

## Pseudomonas
Het bacteriegeslacht Pseudomonas omvat de opportunistische ziekteverwekker bij de mens P. aeruginosa, plantpathogene bacteriën, plantheilzame bacteriën, alomtegenwoordige bodembacteriën met bioremediëringscapaciteiten en andere soorten die bederf in melk en zuivelproducten veroorzaken. P. aeruginosa kan chronische opportunistische infecties veroorzaken die steeds vaker voorkomen bij immuungecompromitteerde patiënten en bij de vergrijzende bevolking van geïndustrialiseerde samenlevingen. De laatste jaren zijn de genoomsequenties van verschillende pseudomonaden beschikbaar gekomen en onderzoekers beginnen de gegevens te gebruiken om nieuwe ontdekkingen over deze bacterie te doen.

## Acinetobacter
Het geslacht Acinetobacter is een groep Gram-negatieve, niet-motiele en niet-fermentatieve bacteriën die behoren tot de familie Moraxellaceae. Het zijn belangrijke bodemorganismen waar zij bijdragen tot de mineralisatie van bijvoorbeeld aromatische verbindingen. Acinetobacter-soorten zijn in staat te overleven op verschillende oppervlakken (zowel vochtige als droge) in het ziekenhuismilieu en vormen daardoor een belangrijke bron van infectie bij verzwakte patiënten. Deze bacteriën zijn van nature resistent tegen vele klassen antibiotica. Bovendien is Acinetobacter bij uitstek geschikt om voor biotechnologische doeleinden te worden gebruikt.